# Igor Moiseyev
Igor Alexandrovich Moiseyev (em russo:  Игорь Александрович Моисеев) (Kiev, 21 de janeiro de 1906 – Moscovo, 2 de novembro de 2007) foi um coreógrafo russo.
Graduado em ballet no Teatro Bolshoi em 1924, aí atuou até 1939. A sua primeira coreografia no Bolshoi foi Footballer em 1930, e a última Spartacus, numa versão própria baseada na de Nikolai Volkov, com música de Aram Khachaturian, em 1954.
Desde princípios da década de 1930 dirigiu desfiles acrobáticos na Praça Vermelha de Moscovo. Em 1936, Viatcheslav Molotov colocou-o como encarregado de uma nova companhia de dança, conhecida desde então como Ballet Moiseyev. Cerca de 200 coreografias foram elaboradas por Moiseyev para esta companhia, algumas humorísticas representando jogos de futebol e outras como guerrilhas. Depois de visitar a Bielorrússia, realizou a coreografia de uma dança do país, Bulba (batata), que com o tempo se tornou em dança tradicional bielorrussa.
Moiseyev foi nomeado Artista Nacional da União Soviética em 1953, Herói do Trabalho Socialista em 1976, recebeu o Prémio Lenine em 1967, em quatro ocasiões - 1942, 1947, 1952, 1985 -, o Prémio do Estado Soviético, o Prémio da Federação Russa em 1996, a Medalha Mozart da Unesco, e muitos outros prémios e condecorações na União Soviética, Rússia, Espanha e outros países.